# Expo 2023
L'Expo 2023 avrebbe dovuto essere l'esposizione specializzata da organizzarsi nel 2023 a Buenos Aires, capitale dell'Argentina.
Il Bureau International des Expositions (BIE) aveva votato Buenos Aires come città organizzatrice il 15 novembre 2017 per quella che sarebbe stata la prima Expo organizzata in America Latina.
Nell'ottobre 2020 l'Argentina annunciò però che, a causa della pandemia di COVID-19 e della conseguente crisi finanziaria, l'evento non avrebbe potuto essere organizzato come previsto.

## Tema
La mostra doveva avere come tema "Scienza, innovazione, arte e creatività per lo sviluppo umano. Industrie creative nella convergenza digitale". Doveva avere tre sottotemi: "Come la convergenza digitale, industrie creative e la vita quotidiana", "Impatti socio-economici delle industrie creative nella convergenza digitale" e "Impatti culturali delle industrie creative nella convergenza digitale".

## Preparazione

### Lavori di costruzione
La mostra ha indetto un concorso per proposte di progetti di costruzione, ricevendo 200 proposte da oltre 2000 partecipanti. Sei progetti sono stati dichiarati vincitori.

### Riconoscimento
Il 14 gennaio 2019 è stato presentato al BIE il Dossier di riconoscimento per l'expo argentino. Il 14 ottobre 2020, il governo ha dichiarato al BIE che non era in grado di ospitare come previsto e che avrebbe avuto bisogno di più tempo.

## Candidature
Le città che hanno ufficialmente sottoposto la propria candidatura per quest'evento, con relativo tema e date proposte, sono state:
- Łódź,  Polonia: City Re:Invented dal 15 giugno al 15 settembre 2022
- Minneapolis,  Stati Uniti: Healthy People, Healthy Planet: Wellness and Well Being for All dal 15 maggio al 15 agosto 2023
- Buenos Aires,  Argentina: Science, Innovation, Art and Creativity for Human Development. Creative industries in Digital Convergence dal 15 gennaio al 15 aprile 2023

Gli USA non sono uno stato membro dell'Ufficio Internazionale delle Esposizioni.
La decisione finale sull'organizzatore dell'Esposizione Internazionale fu presa il 15 novembre 2017 durante l'Assemblea Generale del BIE.